# Дејвид Кит
Дејвид Лемјуел Кит (енгл. David Lemuel Keith; Ноксвил, 8. мај 1954), амерички је позоришни, филмски и ТВ глумац.
Прославио се улогама у филмовима Официр и џентлмен (1982), Господари дисциплине (1983), Потпаљивачица (1984), Подморница У-571 (2000), Људи од части (2000), Дердевил (2003), између осталих.